# 自由北韓放送
自由北韓放送（：／，略称：FNK）是一家由民间团体所主办的对朝鲜民主主义人民共和国的广播电台，于2005年12月开始播音。
该台主要是由脫北者经营，广播面向北韓民众和朝鮮勞動黨幹部等作为主要的收听对象。

## 播出频率
| 韩国标准时（KST） | 频率      |
| 22:00 - 23:00     | 11510 kHz |
| 5:00 - 6:00       | 7540 kHz  |

※韩国标准时＝UTC+9
- 频率更新日期：2021年7月